# Johannes Jørgensen
Johannes Jørgensen (n. 6 noiembrie 1866 - d. 29 mai 1956) a fost un scriitor danez, cunoscut mai ales pentru biografiile realizate ai unor sfinți ai Bisericii Catolice.
Scrierile sale au fost influențate de simbolismul francez și mai târziu de catolicism.
A editat revista Taarnet.

## Scrieri
- 1887: Versuri ("Vers")
- 1892: Stări de suflet ("Stemninger")
- 1892: Vară ("Sommer")
- 1894: Confesiune ("Bekendelse")
- 1894 - 1898: Poezii ("Digte")
- 1895: Carte de călătorie ("Rejselvgen")
- 1898: Parabole ("Lignelser")
- 1907: Flori și fructe ("Blomster og frugter")
- 1948: Fionia și alte poezii ("Fyn og andre digte").

1. ↑  „Johannes Jørgensen”, Gemeinsame Normdatei, accesat în 17 martie 2015
2. ↑  CONOR.SI[*] Verificați valoarea |titlelink= (ajutor)
3. ↑  Autoritatea BnF, accesat în 10 octombrie 2015